# Bitva o Peleliu
Bitva o Peleliu (Krycí název Operace Stalemate II – Pat II) byla bitva mezi jednotkami Spojených států amerických a Japonského císařství během války v Tichomoří na malém korálovém ostrově Peleliu, který náleží k Palauskému souostroví. Byla součásti operace Forager a jejím cílem bylo především obsazení strategicky důležitého letiště, které mohli Japonci využít proti americkým silám na Filipínách. V amerických rukou mohlo letiště naopak posloužit jako základna letadel podporujících americké operace v centrálním Pacifiku, včetně tažení na Filipínských ostrovech.
Bitva měla podle hlavního velitele amerických pozemních sil Williama H. Rupertuse skončit po třech, možná i po dvou dnech bojů. Japonci pod velením plukovníka Nakagawy však vytvořili z Peleliu téměř nedobytnou pevnost. Nakagawa, talentovaný taktik, jako jeden z prvních japonských velitelů opustil obrannou taktiku založenou na teorii „Nejlepší obrana je útok,“ a rozhodl se vést zdržovací válku, kterou preferovali Němci v Evropě. Po celém ostrově byly vybudovány bunkry, zákopy a kulometná hnízda a pohoří Umurbrogol na severu ostrova se stalo jednou velkou pevností protkanou bunkry s kulomety a děly.
Američané před vlastní invazí provedli masivní bombardování z bitevních lodí a křižníků, jež trvalo tři dny a bylo přerušováno pouze na období, kdy na ostrov vedly vzdušné útoky letouny z letadlových lodí. Velící důstojníci se domnívali, že obrana Japonců tím byla prakticky ochromena a očekávali jen vyčišťovací akce. Když se však 15. září 1944 vylodily na pobřeží první jednotky 1. divize námořní pěchoty, strhl se nelítostný boj, neboť japonští vojáci přečkali bombardování v provizorních bunkrech a jeskyních. I přes tvrdý odpor se námořní pěchotě podařilo vyhnat v prvních dvou týdnech Japonce z jižní a západní části ostrova a ovládnout letiště. Nyní však začaly nejtvrdší boje o severní výběžek ostrova a pohoří Umurbrogol, jemuž mariňáci dali příhodný název "hřeben Krvavého nosu". Když byly na konci října jednotky USMC staženy, nastoupily na jejich místo armádní jednotky z 81. pěší divize. Nakonec se americké armádě podařilo japonské síly na ostrově koncem listopadu téměř kompletně pobít, vzdalo se jen několik set mužů. Malá část japonských bojovníků schovávajících se v jeskyních ovšem vzdorovala až do roku 1947.
Bitva patří k nejkrvavějším střetům v dějinách americké námořní pěchoty. Šlo o značně hořký americký úspěch, neboť ostrov se ukázal ze strategického hlediska nevýznamný a sami obránci by ani v případě jeho nedobytí nemohli nijak ohrozit invazi na Filipíny.